# Moulin de fourmis
Pour les articles homonymes, voir moulin (homonymie).

Exemple d'un moulin de fourmis.

Un moulin de fourmis est un phénomène dans lequel un groupe de fourmis légionnaires, qui sont aveugles, sont séparées du groupe principal et perdent la piste de phéromone.

## Dénomination
Le « moulin de fourmis » évoque le mouvement des ailes d'un moulin à vent. Il est quelquefois dénommé « spirale de la mort » car il désigne un essaim de fourmis qui se mettent ensemble à tourner en rond, à l'infini, jusqu’à mourir d’épuisement.

## Description
Des fourmis commencent à se suivre en formant un cercle fermé. Les fourmis finissent par mourir d'épuisement. Ce phénomène a été reproduit en laboratoire et dans des simulations de colonies de fourmis. Le phénomène est un effet secondaire de la structure auto-organisée des colonies de fourmis. Chaque fourmi suit la fourmi devant elle, ce qui fonctionne jusqu'à ce qu'un dysfonctionnement apparaisse et qu'un moulin de fourmis se forme. Un moulin de fourmis a été décrit pour la première fois par William Beebe en 1921 qui a observé un moulin de 370 mètres de circonférence. Il fallait 2,5 heures à chaque fourmi pour faire un tour complet. Des phénomènes similaires ont été observés chez les chenilles processionnaires et les poissons.

## Dans la culture populaire
- La chanson Spiral of Ants de Lemon Demon est basée sur ce phénomène.